# Gastrallus
Gastrallus là một chi bọ cánh cứng thuộc họ Ptinidae.